# Повільна журналістика
«Повільна журналістика» — це субкультура новин, породжена розчаруванням у якості журналістики, яку роблять мейнстримні медіа. Повільна журналістика має ті самі цінності, що й інші підмножини «повільного» руху, які декларують за свою мету створити хороший, чистий та справедливий продукт.
У рамках «повільної журналістики» у багатьох країнах світу з'явилися спеціалізовані медіа, які проголошують себе антидотом традиційним ЗМІ, що «наповнені передрукованими прес-релізами, рекламною дурницею та „чурналістикою“». Натомість повільна журналістика схильна зосереджуватися на вдумливих статтях та глибоких журналістських рослідуваннях.

## Дослідження повільної журналістики
Повільна журналістика неодноразово ставала предметом наукових досліджень:
- У 2011 році професор Пітер Лауфер видав книгу «Повільні новини: Маніфест для критичного споживача новин» (англ. Slow News: A Manifesto for the Critical News Consumer), яка вийшла у Видавництві Університету штату Орегон (англ. Oregon State University Press)
- У серпні 2018 року Дженніфер Рауч, освітянка та дослідниця, що досліджує альтернативні медіа, медіаактивізм та популярну культуру, опублікувала книгу «Повільні медіа: чому повільність дає задоволення, є стійкою та розумною» (англ. Slow Media: Why Slow is Satisfying, Sustainable & Smart), яка вийшла в Oxford University Press.
- У березні 2019 року Даніеле Налбон (італійський журналіст) та Альберто Пуліафіто (італійський журналіст, письменник і режисер, головний редактор італійської онлайн-газети «Slow News») видали книгу «Повільна журналістика: Хто убив журналістику?» італ. Slow Journalism - Chi ha ucciso il giornalismo?; вона вийшла у видавництві Fandango Libri.

## Приклади повільної журналістики
До видань, які займаються повільною журналістикою, входять:
- 24h01, Бельгія
- De Correspondent, Нідерланди
- Delayed Gratification, Велика Британія
- ProPublica, США
- Slow News, Італія
- Zetland, Данія